# ماریا پرپلکینا
ماریا پرپلکینا (انگلیسی: Maria Perepelkina؛ زادهٔ ۹ مارس ۱۹۸۴ ‏(۴۱ سال)) یک بازیکن والیبال اهل روسیه است.